# Prosopocoilus jenkinsi
Prosopocoilus jenkinsi is een keversoort uit de familie vliegende herten (Lucanidae). De wetenschappelijke naam van de soort is voor het eerst geldig gepubliceerd in 1848 door Westwood.